# Morgan Spector
Morgan Spector (Santa Rosa, California; 4 de octubre de 1980) es un actor estadounidense, reconocido por sus interpretaciones de Frank Capone en la serie de HBO Boardwalk Empire y Kevin Copeland en la serie de Spike The Mist. Sus créditos en cine incluyen películas como The Last Airbender, The Drop, Christine y A Vigilante.

## Filmografía

### Cine
| Año  | Título                     | Rol                | Notas |
| ---- | -------------------------- | ------------------ | ----- |
| 2004 | Raspberry Heaven           | Kurt Callaway      |       |
| 2010 | The Last Airbender         | Soldado            |       |
| 2011 | Musical Chairs             | Kenny              |       |
| 2013 | All Is Bright              | Vladimir           |       |
| 2013 | Burning Blue               | William Stephensen |       |
| 2014 | Grand Street               | Nino               |       |
| 2014 | The Drop                   | Andre              |       |
| 2016 | Christine                  | Dr. Parsons        |       |
| 2016 | Chuck                      | Sylvester Stallone |       |
| 2017 | Split                      | Derek              |       |
| 2017 | Man with Van               | Kier               |       |
| 2017 | Permission                 | Reece              |       |
| 2018 | A Vigilante                | Esposo de Sadie    |       |
| 2023 | El estrangulador de Boston | James MacLaughlin  |       |

### Televisión
| Año     | Título                            | Rol             | Notas                              |
| ------- | --------------------------------- | --------------- | ---------------------------------- |
| 2009    | Law & Order: Criminal Intent      | Jugador         | Episodio: "All In"                 |
| 2010    | Law & Order: Criminal Intent      | Tech            | Episodio: "Disciple"               |
| 2010    | How to Make It in America         | Scott           | 2 episodios                        |
| 2011–13 | Person of Interest                | Peter Yogorov   | 5 episodios                        |
| 2013    | Do No Harm                        | Patrick         | Episodio: "Morning, Sunshine"      |
| 2013    | Orange is the New Black           | Patrick         | Episodio: "Lesbian Request Denied" |
| 2013    | Boardwalk Empire                  | Frank Capone    | 4 episodios                        |
| 2013    | Zero Hero                         | Golem           | 3 episodios                        |
| 2014    | Unforgettable                     | Dean            | Episodio: "Cashing Out"            |
| 2015–16 | Friday Night Tykes                | Voiceover       | 20 episodios                       |
| 2015    | Allegiance                        | Victor Dobrynin | 13 episodios                       |
| 2016    | Friday Might Tykes: Steel Country | Voiceover       | 12 episodios                       |
| 2017    | The Mist                          | Kevin Copeland  | Elenco principal (10 episodios)    |
| 2018    | Homeland                          | Dante Allen     | Elenco principal                   |
| 2020    | The Plot Against America          | Herman Levin    | Elenco PrincipalThe Gilded Age     |
| 2022    | The Gilded Age                    | George Russell  | Elenco Principal                   |